# Mylène Jampanoï
Mylène Jampanoï (ur. 12 lipca 1980 w Aix-en-Provence) – francuska aktorka, głównie znana z roli  Li Ming  z filmu Córka botanika.
Jej ojciec jest z pochodzenia Chińczykiem, a matka Francuzką. W 2006 roku wyszła za indyjskiego aktora Milinda Somana.

## Filmografia
- Saint-Tropez (Sous le soleil, 1996) – Laeticia Valanski
- 36 (36 quai des orfèvres, 2004) – Jade
- Purpurowe rzeki II: Aniołowie apokalipsy (Les Rivières pourpres II – Les anges de l’apocalypse, 2004) – Pénélope
- Cavalcade (2005) – Soraya
- Le Détective: Contre-enquête (2005) – Angèle
- Córka botanika (Les Filles du botaniste chinois, 2006) – Mylène Jampanoï
- Valley of Flowers (2006) – Ushna
- Martyrs. Skazani na strach (Martyrs, 2008) – Lucie